# Eccellenza Trentino-Alto Adige 2024-2025
Il campionato italiano di calcio di Eccellenza regionale 2024-2025 è il trentaquattresimo organizzato in Italia. Rappresenta il quinto livello del sistema calcistico nazionale.

## Stagione
Il girone unico di Eccellenza Trentino-Alto Adige è composto da 16 squadre: 12 rimanenti dalla scorsa stagione, le due retrocesse dalla Serie D, il Mori Santo Stefano e il Virtus Bolzano, e le due promosse dallo scorso campionato di Promozione, il Benacense 1905 e il Brixen.

### Formula
La prima classificata viene promossa in Serie D, la seconda classificata viene ammessa agli spareggi nazionali e le ultime tre classificate retrocedono direttamente in Promozione 2025-2026. In caso di arrivo a pari punti per il primo, secondo o terzultimo posto si effettueranno uno o più spareggi.

## Squadre partecipanti
| Club                         | Città                       | Stadio                        | Stagione precedente                      |
| ---------------------------- | --------------------------- | ----------------------------- | ---------------------------------------- |
| A.C.D. Virtus Bolzano        | Bolzano                     | Campo Righi (sintetico)       | 17ª in Serie D/C (retrocessa)            |
| A.S.C. St. Georgen           | San Giorgio di Brunico (BZ) | Campo sportivo di San Giorgio | 7ª in Eccellenza                         |
| A.S.D. Anaune Val di Non     | Cles (TN)                   | Stadio Comunale di Cles       | 9ª in Eccellenza                         |
| A.S.D. Comano T. Fiavé       | Comano Terme (TN)           | Campo sportivo di Ponte Arche | 5ª in Eccellenza                         |
| A.S.D. Mori Santo Stefano    | Mori (TN)                   | Stadio comunale               | 18ª in Serie D/C (retrocessa)            |
| A.S.V. Partschins Raiffeisen | Parcines (BZ)               | Stadio sintetico di Parcines  | 10ª in Eccellenza                        |
| A.S.V. S.S.D. Stegen         | Stegona di Brunico (BZ)     | Campo sportivo                | 13ª in Eccellenza                        |
| A.S.V. Tramin Fussball       | Termeno (BZ)                | Zona sportiva Termeno         | 2ª in Eccellenza                         |
| D.F.C. Obermais              | Maia Alta di Merano (BZ)    | Campo Sportivo Lahn           | 8ª in Eccellenza                         |
| F.C. Bozner                  | Bolzano                     | Stadio Talvera-Bozner Arena   | 12ª in Eccellenza                        |
| F.C. Rovereto                | Rovereto (TN)               | Stadio Quercia                | 6ª in Eccellenza                         |
| F.C.D. St. Pauls             | San Paolo di Appiano (BZ)   | Centro sportivo Maso Ronco    | 3ª in Eccellenza                         |
| S.S.D. Benacense 1905        | Riva del Garda (TN)         | Campo via Reiner M. Rilke     | 1ª in Promozione 2023-2024, gir. Trento  |
| S.S.V. Brixen                | Bressanone (BZ)             | Jugendhort (sintetico)        | 1ª in Promozione 2023-2024, gir. Bolzano |
| U.S. Levico Terme            | Levico Terme (TN)           | Stadio comunale               | 4ª in Eccellenza                         |
| U.S.D. Vipo Trento           | Trento                      | Campo sportivo Gabbiolo       | 11ª in Eccellenza                        |

## Classifica finale
|  | Pos. | Squadra            | Pt | G  | V  | N  | P  | GF | GS | DR  |
|  | ---- | ------------------ | -- | -- | -- | -- | -- | -- | -- | --- |
|  | 1.   | Obermais           | 62 | 30 | 19 | 5  | 6  | 55 | 27 | +28 |
|  | 2.   | Virtus Bolzano     | 53 | 30 | 14 | 11 | 5  | 42 | 19 | +23 |
|  | 3.   | Partschins         | 50 | 30 | 14 | 8  | 8  | 50 | 39 | +11 |
|  | 4.   | Levico Terme       | 48 | 30 | 13 | 9  | 8  | 38 | 33 | +5  |
|  | 5.   | Tramin             | 48 | 30 | 14 | 6  | 10 | 42 | 43 | -1  |
|  | 6.   | St. Georgen        | 41 | 30 | 11 | 8  | 11 | 49 | 41 | +8  |
|  | 7.   | Bozner             | 41 | 30 | 11 | 8  | 11 | 35 | 39 | -4  |
|  | 8.   | Benacense          | 40 | 30 | 11 | 7  | 12 | 47 | 51 | -4  |
|  | 9.   | Mori Santo Stefano | 39 | 30 | 10 | 9  | 11 | 32 | 26 | +6  |
|  | 10.  | Brixen             | 39 | 30 | 10 | 9  | 11 | 30 | 28 | +2  |
|  | 11.  | Comano Terme Fiavé | 38 | 30 | 10 | 8  | 12 | 33 | 33 | 0   |
|  | 12.  | St. Pauls          | 38 | 30 | 10 | 8  | 12 | 33 | 35 | -2  |
|  | 13.  | Rovereto           | 38 | 30 | 9  | 11 | 10 | 36 | 46 | -10 |
|  | 14.  | Anaune Val di Non  | 37 | 30 | 10 | 7  | 13 | 32 | 40 | -8  |
|  | 15.  | Vipo Trento        | 33 | 30 | 9  | 6  | 15 | 41 | 48 | -7  |
|  | 16.  | Stegen             | 13 | 30 | 3  | 4  | 23 | 21 | 68 | -47 |

Legenda:
       Promossa in Serie D 2025-2026.
       Ammessa agli spareggi nazionali.
       Retrocesse in Promozione Trentino-Alto Adige 2025-2026.
Note:
Tre punti a vittoria, uno a pareggio, zero a sconfitta.
Regolamento
La classifica finale tiene conto di:
- Punti.
- Differenza reti generale.
- Reti realizzate.

## Risultati

### Tabellone
|                    | Ana  | Ben  | Boz  | Bri  | Com  | Lev  | Mai  | Mor  | Par  | Rov  | StG  | StP  | Ste  | Tra  | Vip  | VBo  |
| ------------------ | ---- | ---- | ---- | ---- | ---- | ---- | ---- | ---- | ---- | ---- | ---- | ---- | ---- | ---- | ---- | ---- |
| Anaune Val di Non  | –––– | 2-1  | 1-3  | 1-0  | 0-1  | 1-1  | 1-2  | 1-0  | 1-3  | 1-2  | 0-5  | 0-1  | 4-0  | 2-1  | 1-0  | 0-0  |
| Benacense          | 1-1  | –––– | 1-2  | 1-0  | 3-1  | 0-1  | 0-2  | 3-0  | 3-0  | 6-4  | 0-0  | 2-2  | 3-1  | 4-4  | 1-1  | 1-0  |
| Bozner             | 0-1  | 2-0  | –––– | 0-3  | 1-1  | 2-3  | 0-0  | 1-1  | 3-2  | 1-2  | 2-1  | 3-1  | 0-0  | 2-1  | 1-0  | 0-3  |
| Brixen             | 0-0  | 1-2  | 1-0  | –––– | 1-0  | 0-1  | 2-0  | 1-0  | 0-1  | 1-1  | 1-1  | 0-0  | 1-2  | 0-1  | 1-1  | 1-0  |
| Comano Terme Fiavé | 0-0  | 2-3  | 1-2  | 2-1  | –––– | 3-0  | 0-1  | 1-0  | 3-1  | 3-3  | 2-0  | 4-1  | 2-2  | 3-0  | 1-0  | 0-0  |
| Levico Terme       | 0-2  | 4-1  | 3-1  | 2-2  | 0-0  | –––– | 3-2  | 1-1  | 0-0  | 4-0  | 0-1  | 3-0  | 2-0  | 0-0  | 1-0  | 1-1  |
| Maia Alta Obermais | 4-3  | 6-1  | 2-0  | 2-0  | 0-0  | 4-0  | –––– | 1-0  | 3-1  | 4-0  | 4-3  | 0-0  | 3-0  | 2-3  | 2-0  | 1-0  |
| Mori Santo Stefano | 2-0  | 1-1  | 3-1  | 0-2  | 0-0  | 1-3  | 1-2  | –––– | 3-1  | 0-0  | 1-0  | 1-0  | 4-0  | 0-1  | 3-1  | 0-0  |
| Partschins         | 2-0  | 2-2  | 2-1  | 1-1  | 3-0  | 2-1  | 0-0  | 1-0  | –––– | 3-1  | 3-2  | 0-3  | 3-0  | 2-0  | 2-1  | 1-1  |
| Rovereto           | 2-2  | 3-2  | 0-0  | 1-0  | 1-0  | 2-0  | 0-0  | 1-2  | 0-0  | –––– | 1-3  | 1-0  | 2-0  | 1-1  | 2-2  | 0-0  |
| St. Georgen        | 3-0  | 1-0  | 0-0  | 2-3  | 2-0  | 2-1  | 2-3  | 2-2  | 1-1  | 2-1  | –––– | 1-1  | 1-0  | 2-2  | 5-2  | 0-2  |
| St. Pauls          | 0-0  | 3-0  | 1-2  | 2-1  | 1-0  | 1-2  | 2-0  | 1-0  | 2-2  | 3-0  | 1-0  | –––– | 1-1  | 2-1  | 0-2  | 2-3  |
| Stegen             | 0-3  | 1-2  | 2-3  | 1-2  | 0-2  | 0-1  | 2-0  | 0-3  | 0-4  | 1-2  | 2-2  | 1-0  | –––– | 2-4  | 1-2  | 0-1  |
| Tramin             | 0-2  | 2-1  | 2-1  | 0-0  | 2-0  | 0-0  | 0-2  | 0-3  | 0-3  | 2-1  | 2-1  | 2-1  | 4-0  | –––– | 3-2  | 2-1  |
| Vipo Trento        | 3-1  | 0-2  | 0-0  | 1-2  | 3-1  | 4-0  | 1-2  | 0-0  | 4-3  | 2-1  | 1-4  | 1-1  | 3-1  | 3-1  | –––– | 1-2  |
| Virtus Bolzano     | 3-1  | 2-0  | 1-1  | 2-2  | 2-0  | 0-0  | 2-1  | 0-0  | 3-1  | 1-1  | 3-0  | 2-0  | 4-1  | 0-1  | 3-0  | –––– |